# Richard Jacques
Richard Jacques (ur. 1973 w Warwick w Anglii) – brytyjski kompozytor i producent muzyczny. Znany jest głównie z tworzenia muzyki do gier komputerowych, lecz tworzy także muzykę do filmów i reklam. Gra na puzonie, pianinie i perkusji.
Jego muzyka podróżuje pomiędzy różnymi stylami, od Drum & Bassu i innej muzyki elektronicznej po utwory wokalne i nowoczesny jazz (na przykład utwór pt. Outside In z gry MSR).
W 2003 roku Richard nagrodę Game Audio Network Guild Recognition za muzykę roku, najlepszy utwór instrumentalny oraz najlepsze nagranie wykonania na żywo w grze Headhunter. W 2005 sequel gry, Headhunter: Redemption, był finalistą w kategorii najlepsza muzyka roku, najlepszy utwór instrumentalny i najlepszy album ze ścieżką dźwiękową. Tego samego roku jego utwór pt. Jack's Theme został wykonany przez filharmonię z Los Angeles podczas trasy Video Games Live, słynnej serii koncertów na której można usłyszeć orkiestralne wykonania najlepszych i najsłynniejszych utworów w historii gier komputerowych.

## Wybrane prace
- Headhunter
- Headhunter: Redemption
- Jet Set Radio
- Metropolis Street Racer
- Shinobi Legions (wersja europejska)
- Sonic R
- Sonic 3D Blast (Saturn)
- Daytona USA Deluxe
- Outrun 2 (Muzyka Euro Remix)
- Mass Effect
- LittleBigPlanet 2[2]
- Marvel: Strażnicy Galaktyki[3]

## Reklamy
- Bacardi Breezer – „Last Orders”, „Golden Goal”
- Accuvue – „Gig”
- Audi – „Duel”
- Stella Artois – „The Quest”
- Ready Break – „Countdown”
- Sugar Puffs – „Stop Thief”, „Girl Next Door”
- Inspop.com – „Touch Guy”, „Madness”
- Läkerol – „Hamsterman”
- Ripolin – „The Hit”
- Sparkasse – „Chairman”, „Decision”